# Летни олимпийски игри 1984
Летните олимпийски игри 1984 (на английски: 1984 Summer Olympics), се провеждат в Лос Анджелис, САЩ. Откриването е на 28 юли, а церемонията по закриването е на 12 август 1984 година.
Като отговор на бойкота, организиран от САЩ и някои други страни от Западна Европа на Летните олимпийски игри през 1980, страните от бившия социалистически лагер (с изключение на Румъния) бойкотират игрите в САЩ, организирайки алтернативни спортни игри, наречени „Дружба-1984“, провеждащи се в различни страни (вкл. България), в периода юли – август 1984.

## Класиране по медали
| Място | Държава       | Злато | Сребро | Бронз | Общо |
| 1     | САЩ           | 83    | 61     | 30    | 174  |
| 2     | Румъния       | 20    | 16     | 17    | 53   |
| 3     | ФРГ           | 17    | 19     | 23    | 59   |
| 4     | Китай         | 15    | 8      | 9     | 32   |
| 5     | Италия        | 14    | 6      | 12    | 32   |
| 6     | Канада        | 10    | 18     | 16    | 44   |
| 7     | Япония        | 10    | 8      | 14    | 32   |
| 8     | Нова Зеландия | 8     | 1      | 2     | 11   |
| 9     | Югославия     | 7     | 4      | 7     | 18   |
| 10    | Южна Корея    | 6     | 6      | 7     | 19   |

## 14 страни бойкотират игрите
- Афганистан
- Ангола
- България
- Куба
- Чехословакия
- ГДР
- Етиопия
- Унгария
- Лаос
- Монголия
- КНДР
- Полша
- СССР
- Виетнам

## Олимпийски спортове
| - Лека атлетика - Баскетбол - Бокс - Кану-каяк - Колоездене - Стрелба с лък - Скокове във вода - Конен спорт - Волейбол - Фехтовка - Футбол - Гимнастика |  | - Джудо - Хокей - Модерен петобой - Академично гребане - Ветроходство - Стрелба - Плуване - Синхронно плуване - Водна топка - Вдигане на тежести - Борба - Хандбал |

### Демонстративни спортове
- Бейзбол
- Тенис